# ألان دو ماركولينو
ألان دو ماركولينو (بالفرنسية: Alan Do Marcolino)‏ هو لاعب كرة قدم غابوني، ولد في 19 مارس 2002 في ليبرفيل في الغابون.

## وصلات خارجية
- ألان دو ماركولينو على موقع قاعدة بيانات كرة القدم.إي يو (الإنجليزية)
- ألان دو ماركولينو على موقع ليكيب (الفرنسية)
- ألان دو ماركولينو على موقع ناشيونال فوتبول تيمز (الإنجليزية)
- ألان دو ماركولينو على موقع Soccerway.com (الإنجليزية)
- ألان دو ماركولينو على موقع عالم كرة القدم.نت (الإنجليزية)
- ألان دو ماركولينو على موقع GSA (الإنجليزية)